# Naturschutzgebiet Weltersbachtal
Das Naturschutzgebiet Weltersbachtal erstreckt sich östlich von Leichlingen (Rheinland) und Roderbirken, nördlich von Junkersholz und Bremersheide bis westlich von Weltersbach in der Stadt Leichlingen im Rheinisch-Bergischen Kreis.

## Beschreibung
Das Naturschutzgebiet erstreckt sich auf der Talsohle des Weltersbachs mit Weidegrünland, unterschiedlicher Standortfeuchte, Grünlandbrachen, einzelnen Bäumen und aufgeforsteten Flächen. An den Talhängen überwiegen Buchenwälder. Es handelt sich um einen wertvollen Lebensraum für Höhlenbrüter, Amphibien und Libellen.
Das Fachinformationssystem des Landesamtes für Natur, Umwelt und Verbraucherschutz in NRW beschreibt das Gebiet wie folgt:

„Das langgestreckte ca. 50 bis 100 Meter breite Tal wird vom abschnittsweise naturnahen Weltersbach durchflossen, der streckenweise noch von einer reich strukturierten Erlen-Eschengalerie gesäumt wird. Der etwa einen Meter breite Bach verläuft überwiegend an den Hangkanten entlang und zeigt in seinen naturnahen Abschnitten einen geschlängelten Verlauf, eine große Vielfalt an ökomorphologischen Strukturen, variierenden Strömungsbildern und wechselnden Tiefenverhältnissen sowie eine natürliche Substratverteilung. (Gewässerstrukturgüteklasse II-III). Die Talsohle wird von einem Mosaik aus teilweise brachgefallenem Nass- und Feuchtgrünland, intensiv genutzten Fettwiesen und -weiden, wenigen mäßig beeinträchtigten Erlen-Eschenwäldern und Fichtenbeständen geprägt.(...)“

Die Biologische Station führte im Jahr 2013 eine umfangreiche Kartierung der Vegetation im Naturschutzgebiet durch und bestätigte das Vorhandensein einer Vielzahl von wichtigen, selten und besonders schützenswerten Pflanzenarten. Hervorgehoben seien beispielsweise: Blutweiderich, Hohe Schlüsselblume, Kuckucks-Lichtnelke, Mädesüß, Schlangen-Knöterich, Sumpf-Schwertlilie und Sumpf-Dotterblume.

## Schutzzwecke
Das Gebiet wird zur Erhaltung und Wiederherstellung einer naturnahen Bachaue mit Quellbereichen, naturnahem Bach und Feuchtwiesen als Lebensraum seltener und gefährdeter Pflanzen- und Tierarten sowie naturnahen Waldbeständen geschützt.

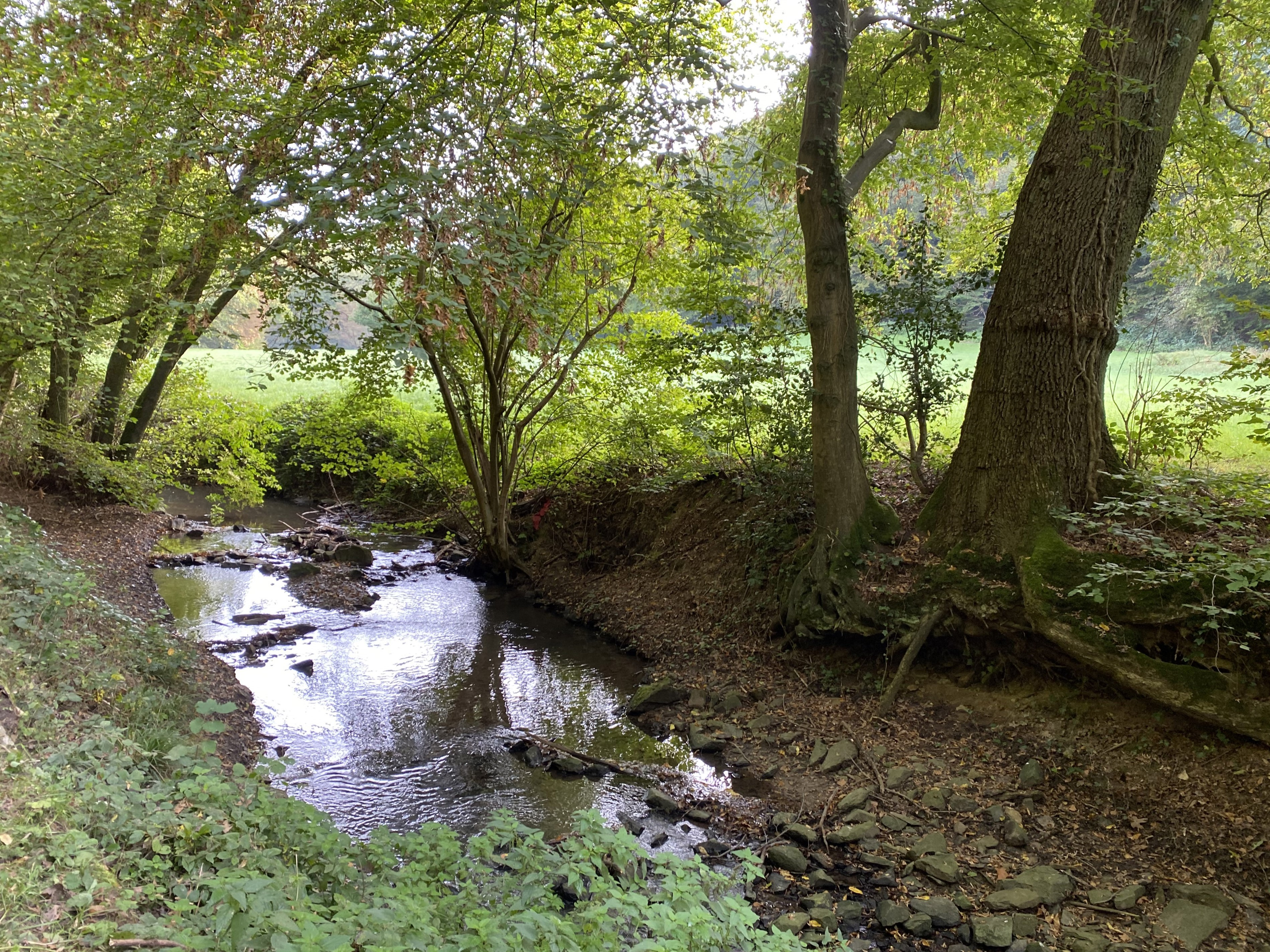
Weltersbach südl. Klinik Roderbirken
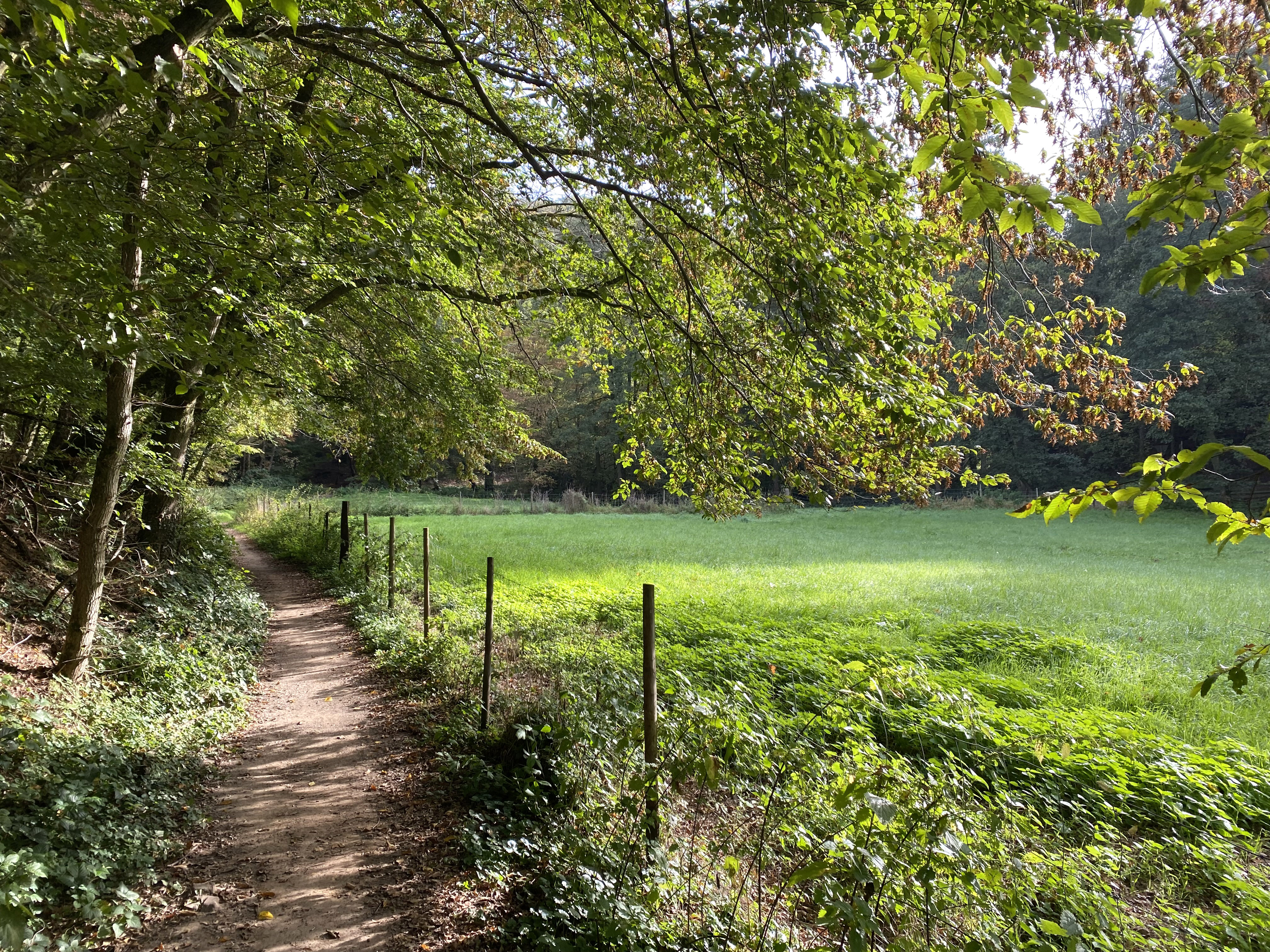
Wanderweg A1/A2 im NSG
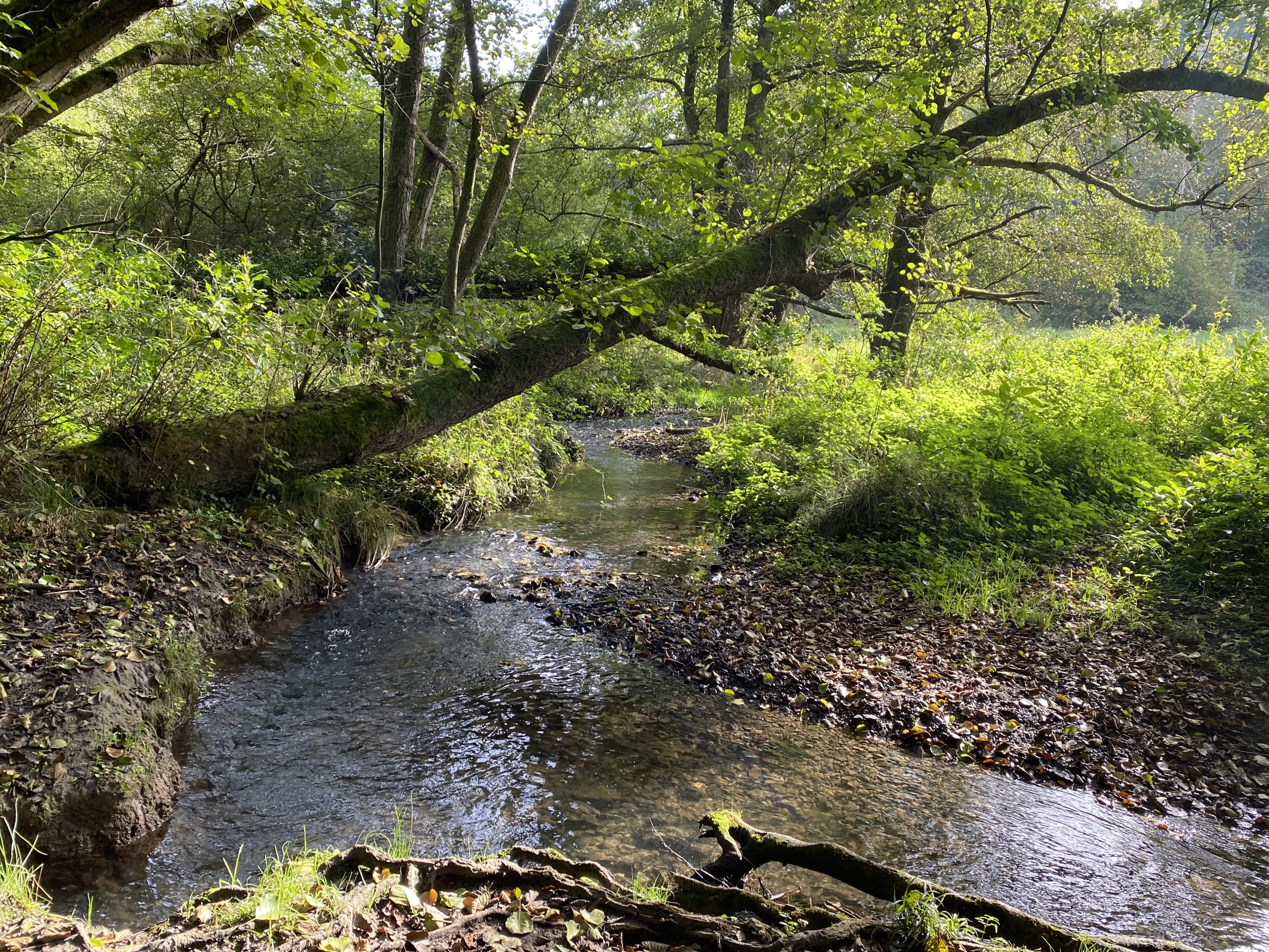
Naturnaher Verlauf des Weltersbaches
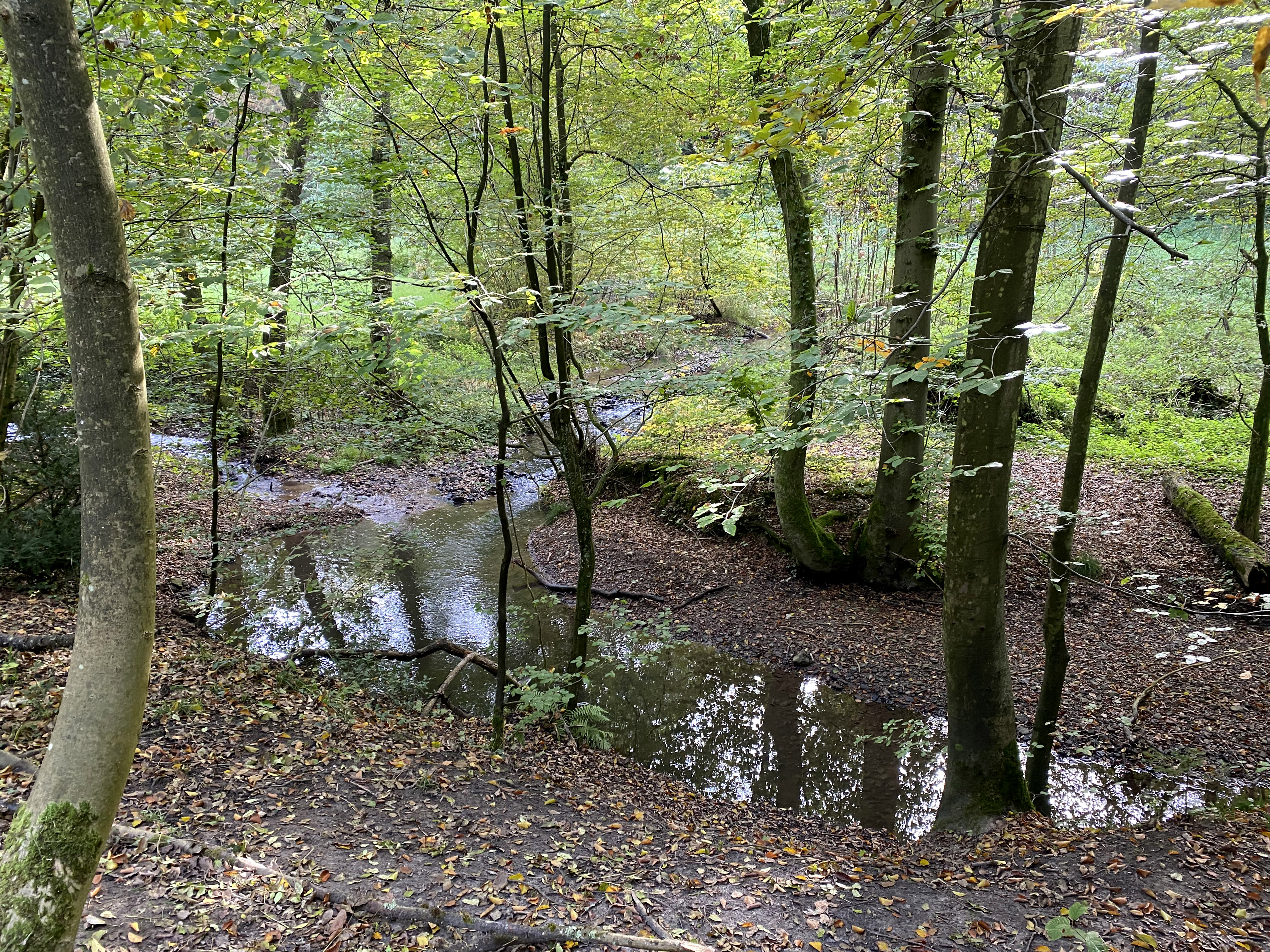
Roderbach (links) mündet in den Weltersbach
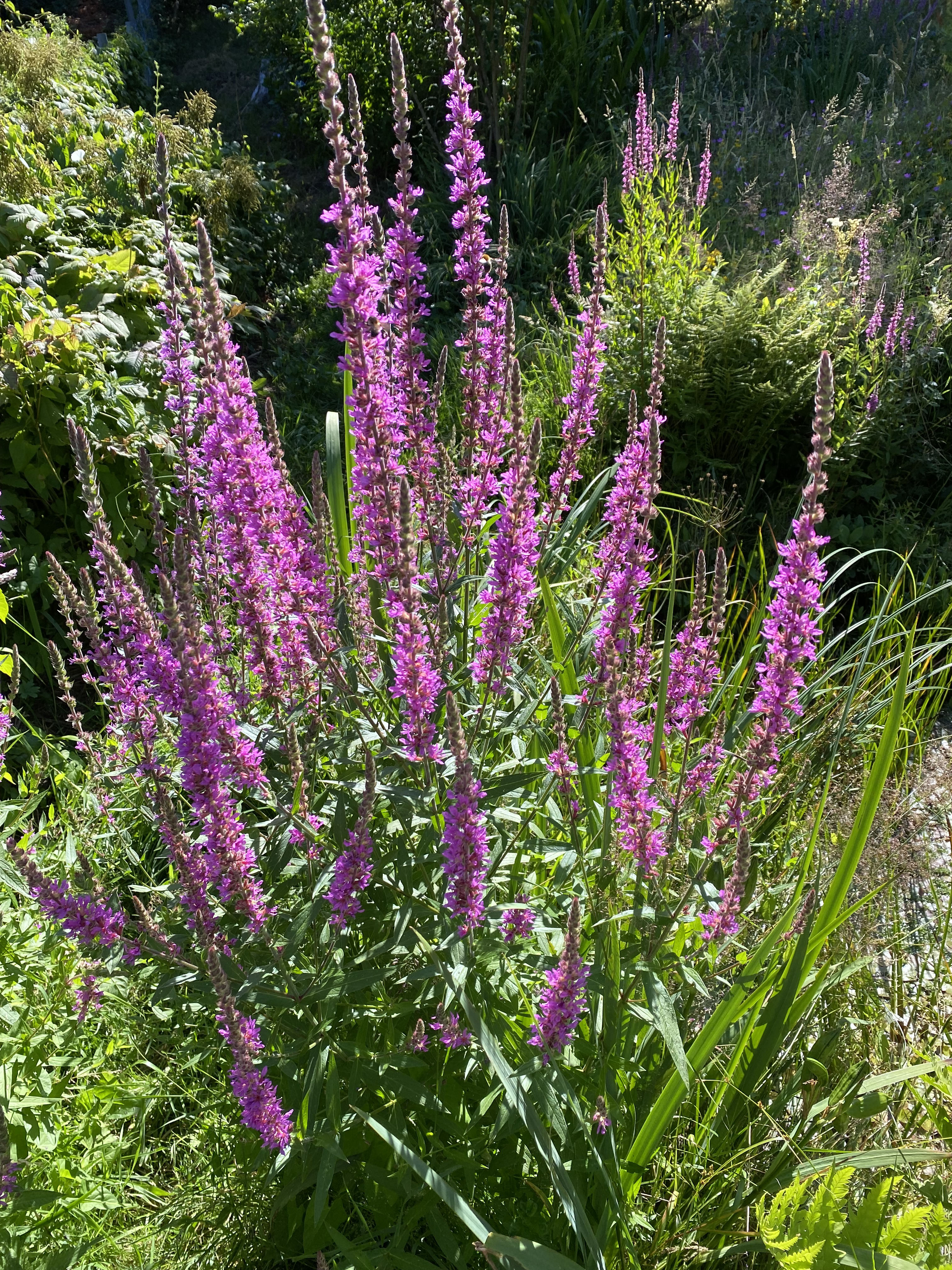
Blutweiderich – Insektmagnet in der Feuchbrache
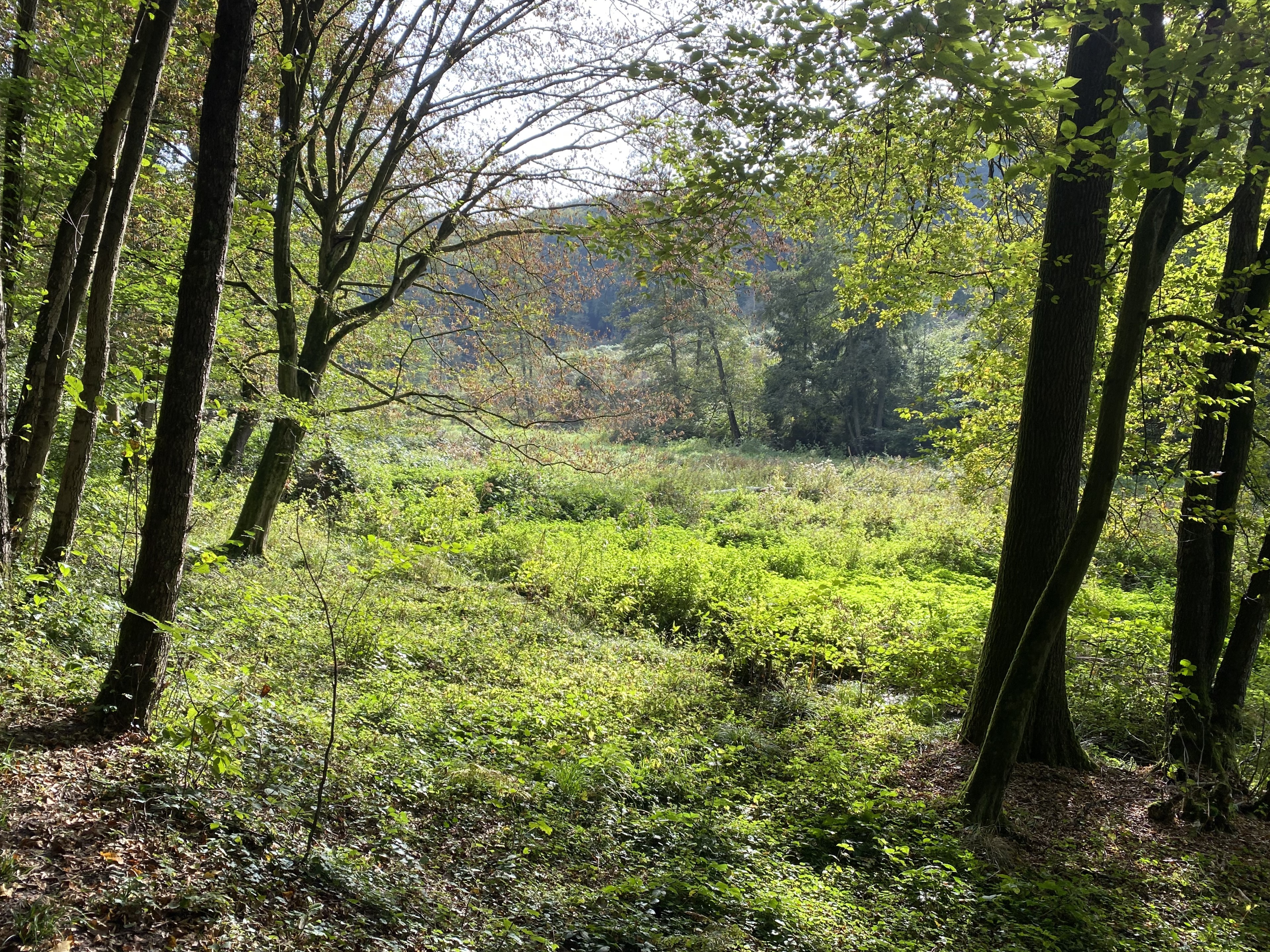
Feuchtbrache im Weltersbachtal
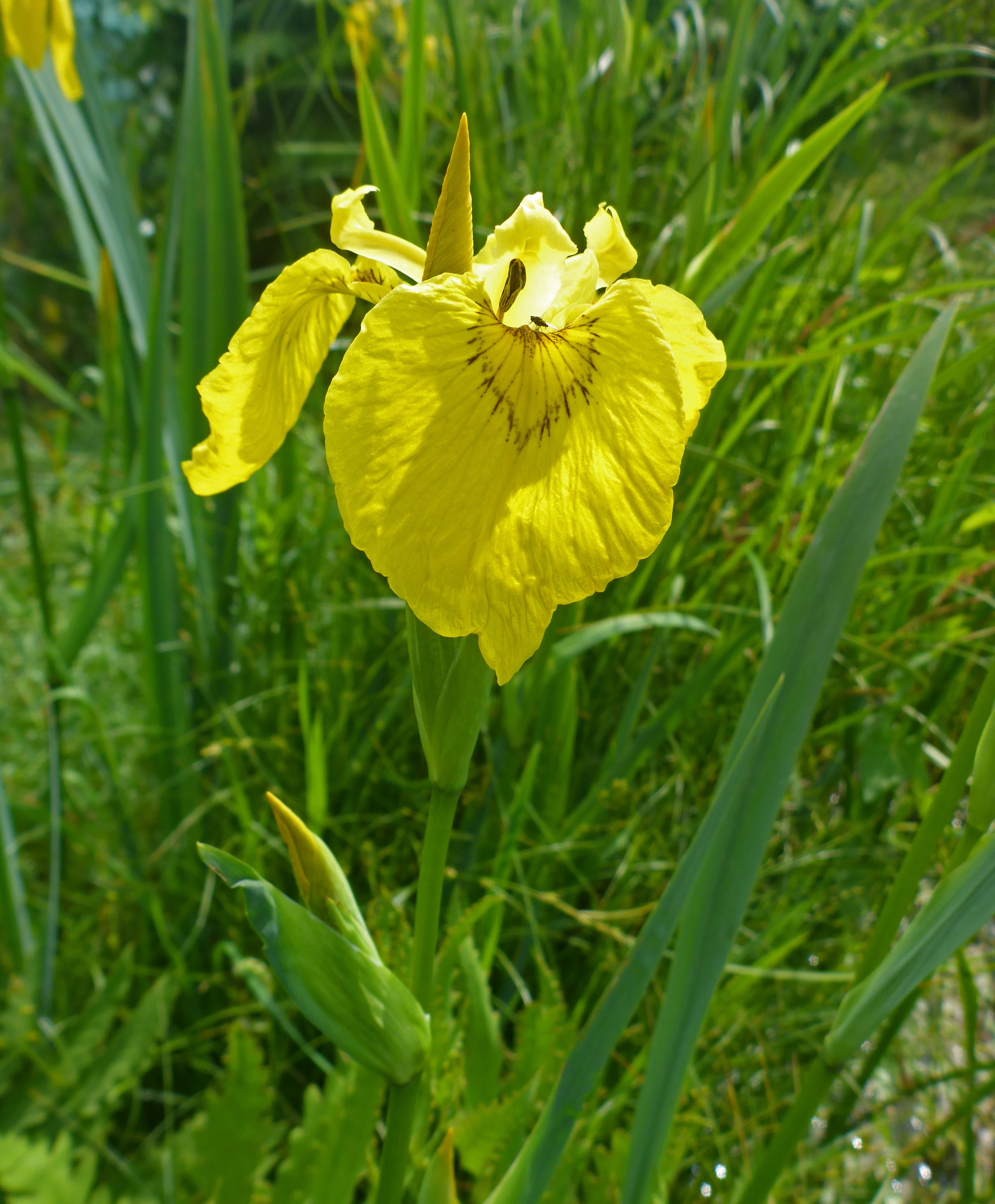
Sumpf-Schwertlilie
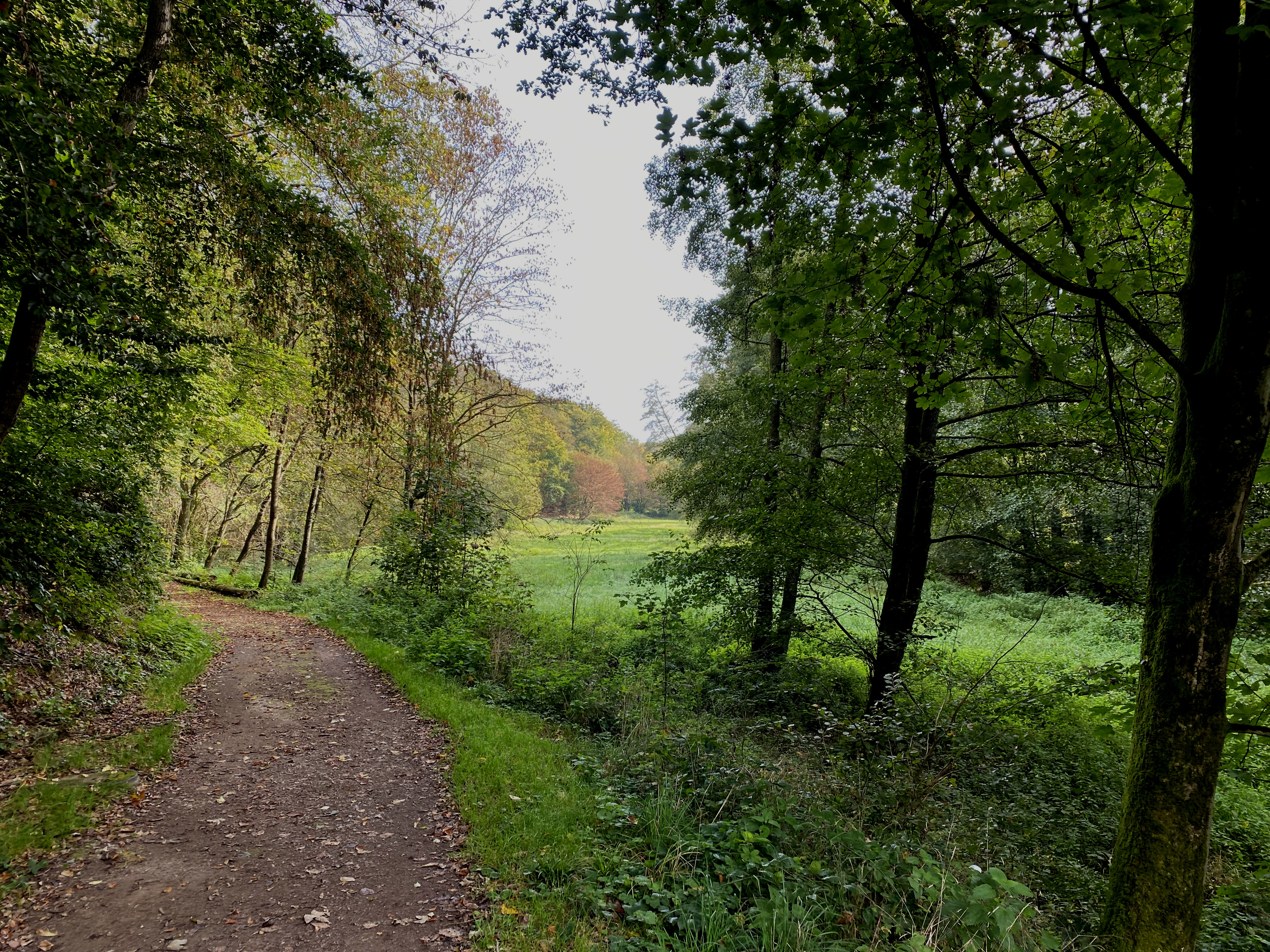
Wanderweg A4 entlang einer Feuchtbrache
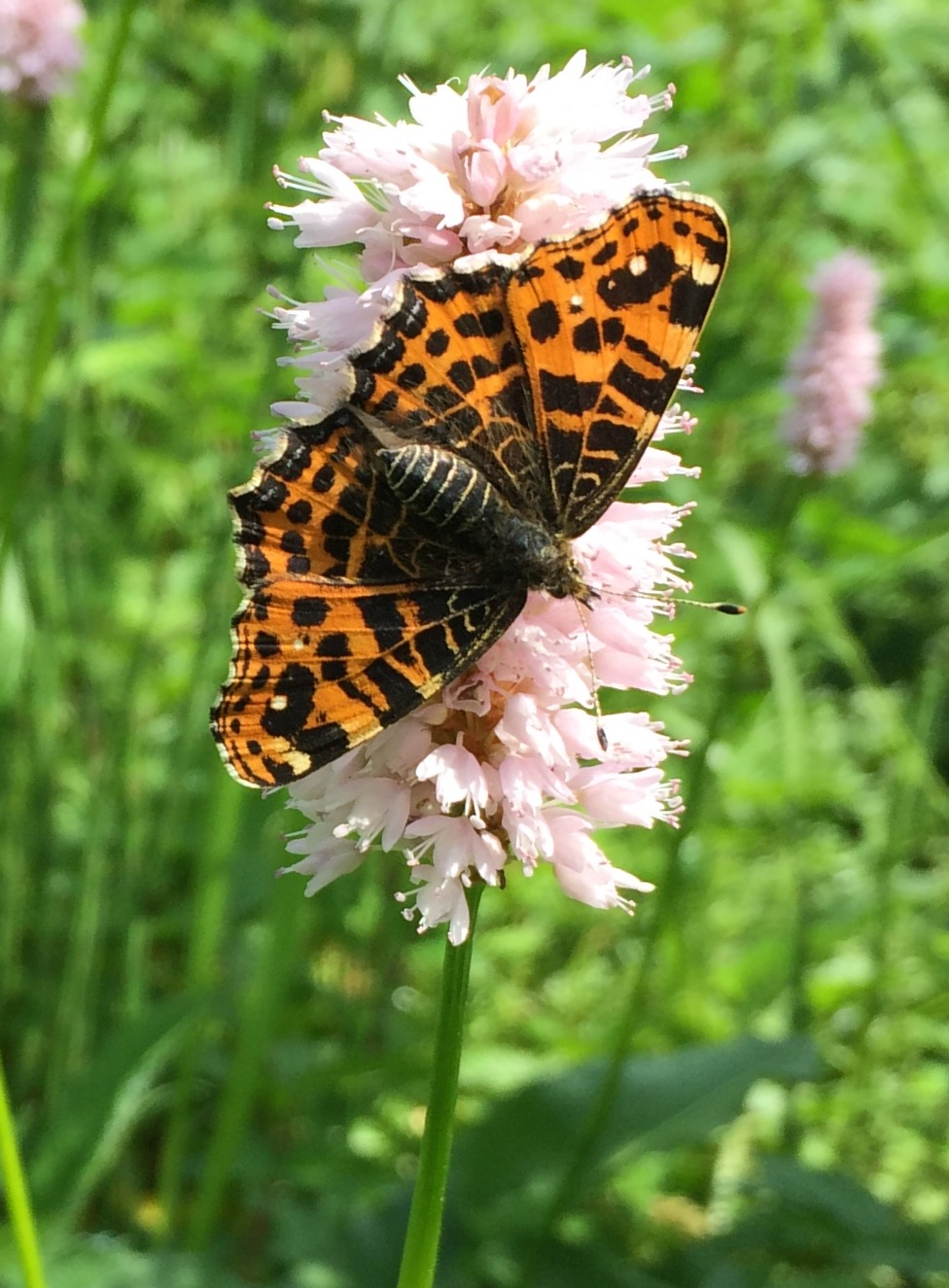
Landkärtchen auf Schlangen-Knöterich
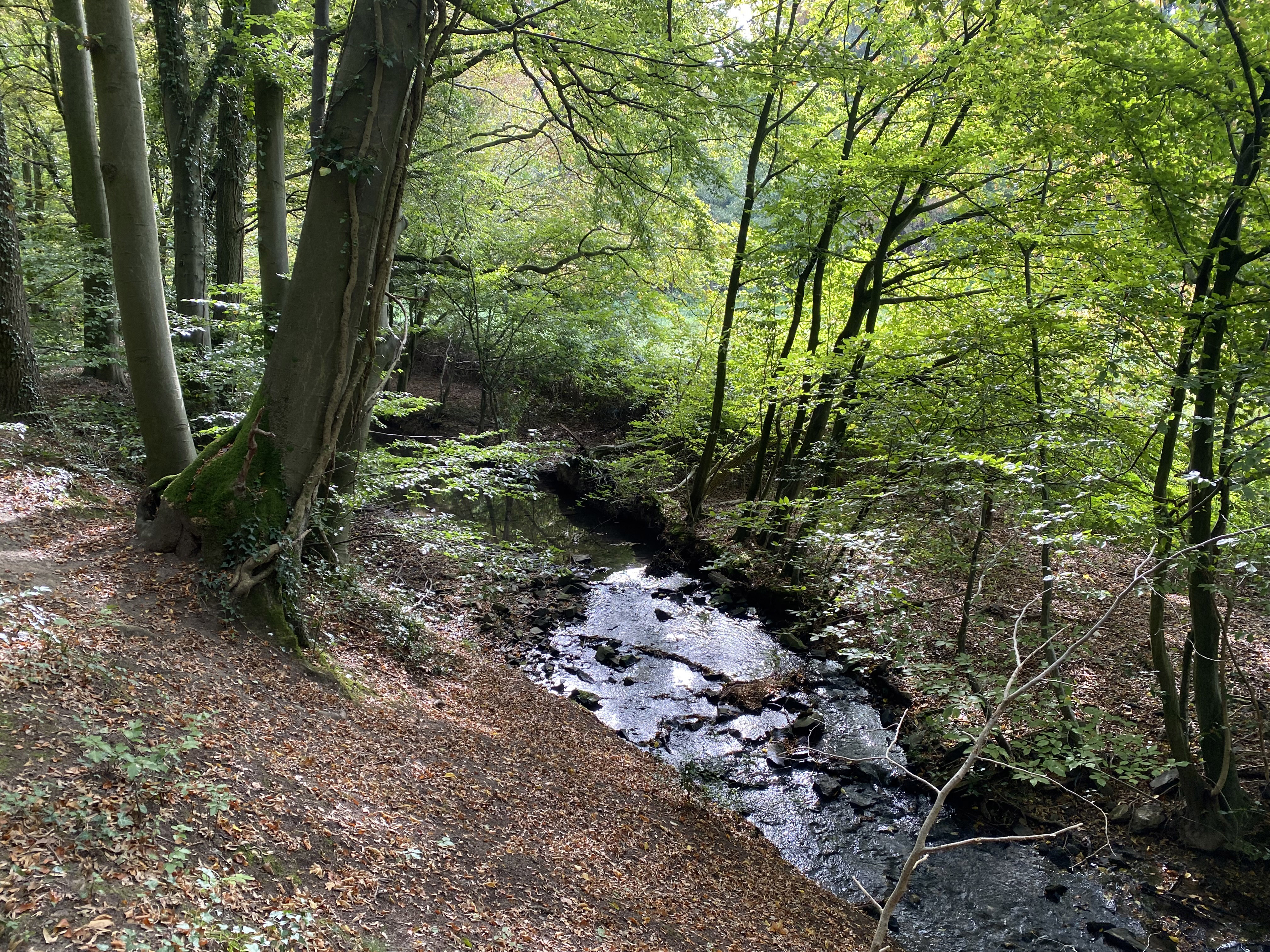
Weltersbach begleitet durch Buchenstarkholz
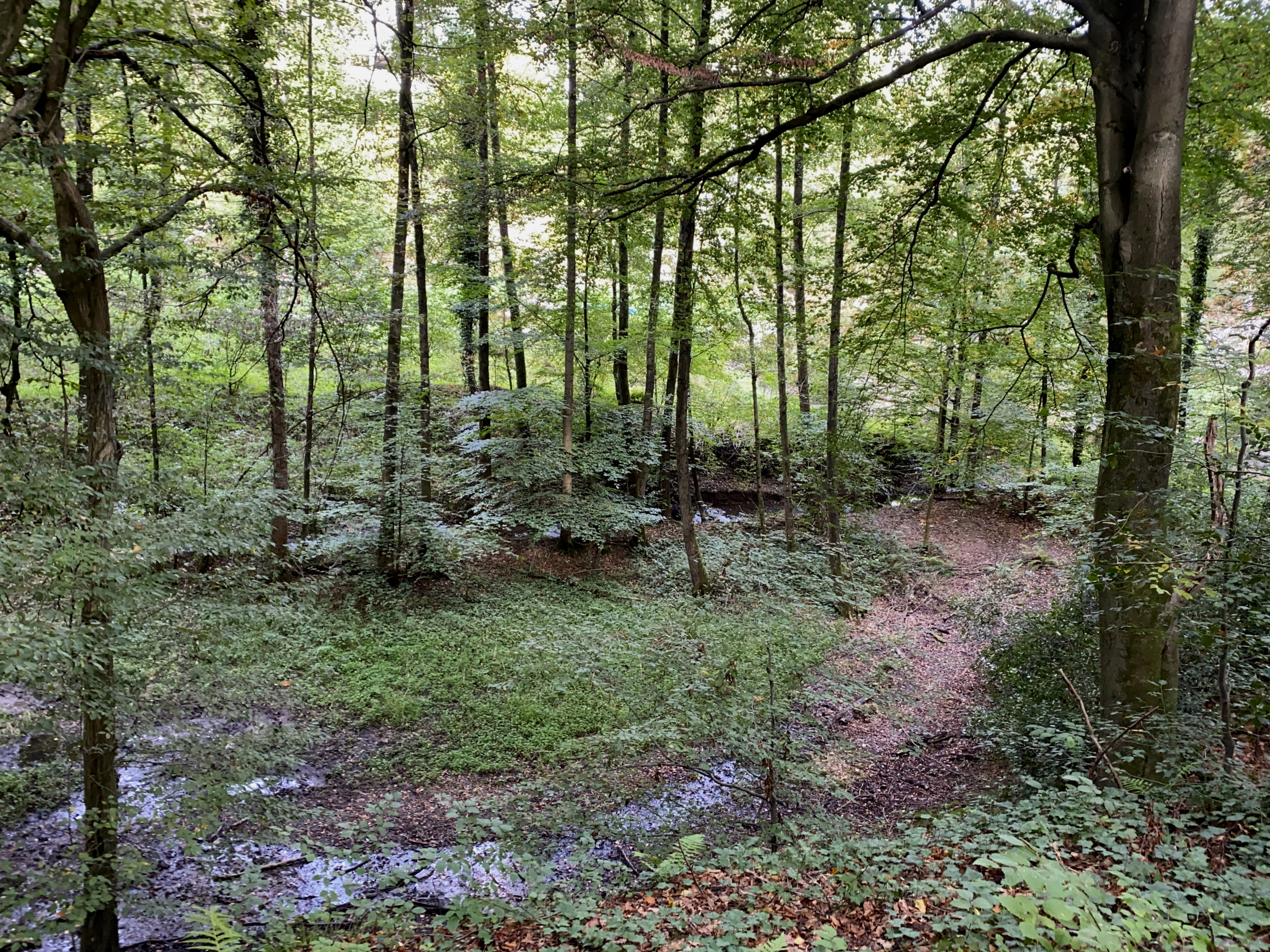
Buchenwald bei Weltersbach an der südl. Talseite